# Villa Nueva (Santiago del Estero)
Villa Nueva es una localidad argentina ubicada en el departamento San Martín de la provincia de Santiago del Estero. Se encuentra a 500 metros del río Dulce, y a 4 km al oeste de la ruta provincial 18.
A diferencia de los demás poblados de 200-1000 habitantes que hay por la provincia, Villa Nueva no fue hecha ni a partir del tren ni de la deforestación indiscriminada, sino más bien su poblamiento se debe a la migración de los habitantes de Villa Loreto, que se establecieron en el margen oriental del Río Dulce luego de que la crecida del río se llevara su pueblo original.
El cauce del río Dulce tendía a acercarse al pueblo, por lo cual en 2004 se encararon obras para llevar el río hacia un viejo cauce y levantar defensas para el poblado.

## Población
Cuenta con 303 habitantes (Indec, 2010), lo que representa un incremento del 5,57% frente a los 287 habitantes (Indec, 2001) del censo anterior.
| Gráfica de evolución demográfica de Villa Nueva entre 1991 y 2010 |
|                                                                   |
| Fuente: Censos nacionales del INDEC                               |